# Madame Claude (film, 1977)
Pour les articles homonymes, voir Madame Claude (homonymie) et Claude.
Pour plus de détails, voir Fiche technique et Distribution.
Madame Claude (The French Woman) est un film français réalisé par Just Jaeckin basé sur une histoire vraie, sorti en 1977.
Le film mêle le grand banditisme, les secrets d'État, d'affaires et d'alcôve dans une ambiance soutenue par la bande originale composée par Serge Gainsbourg (dont la chanson "Yesterday yes a day" interprêtée par Jane Birkin).

## Synopsis
Fernande Grudet, dite "Madame Claude", gère un réseau de prostitution de luxe à Paris qu'elle a créé. Ses recrues, au profil de mannequin, assouvissent les désirs de grands patrons, de hauts fonctionnaires et de personnalités politiques. Un jour aux États-Unis, David Evans, jeune photographe, surprend un homme d'affaires américain important en compagnie d'une call-girl et projette d'utiliser les photos compromettantes afin d'exercer un chantage sur Madame Claude…

## Fiche technique
- Titre : Madame Claude
- Titre anglais : The French Woman
- Réalisation : Just Jaeckin
- Scénario :  André-Georges Brunelin d'après le livre Allo oui, ou les Mémoires de Madame Claude, de Jacques Quoirez
- Musique : Serge Gainsbourg
- Photographie : Robert Fraisse
- Production : Claire Duval
- Pays d'origine :  France
- Format : couleur - son mono
- Genre : comédie dramatique
- Durée : 106 minutes
- Date de sortie :
  - France : 11 mai 1977
- Film interdit aux moins de 12 ans lors de sa sortie en salles en France[1]

## Distribution
- Françoise Fabian : Madame Claude
- Dayle Haddon : Elizabeth
- Murray Head (voix : Pierre Arditi) : David Evans
- Klaus Kinski : Alexander Zakis
- Vibeke Knudsen : Anne-Marie
- Maurice Ronet : Pierre
- Robert Webber : Howard
- Jean Gaven : Gustave Lucas
- André Falcon : Paul
- François Perrot : Lefevre
- Marc Michel : Hugo
- Roland Bertin : Soulier
- Max Amyl : le prince
- Valérie Bonnier : une vendeuse
- Gérard Buhr : Firmin
- Florence Cayrol : Ginette
- Radiah Frye : Léa
- Pascal Greggory : Frédéric
- Fernand Guiot : le directeur
- Marc Lamole : Sallard
- Philippe Moreau : l'avocat
- Henri Poirier : le concierge
- Jean-Pierre Rambal : Alfredo
- Vania Vilers : le jeune cadre
- Marie-Christine Deshayes : Florence
- Nicole Seguin : Irène, la dentiste
- Catherine Serre : une hôtesse de bar

## Autour du film
- Murray Head, ici acteur, exprima plus tard sa déception de se voir privé de toute contribution musicale dès l'instant que Serge Gainsbourg fut engagé pour composer la musique du film.
- Il s'agit de la deuxième apparition à l'écran de Pascal Greggory, dans le rôle secondaire du fils d'Alexander Zakis, qui est joué par Klaus Kinski.
- Pour la version française, les voix des comédiens Murray Head, Dayle Haddon et Nicole Seguin ont été doublées.
- Il a été tourné en France (Paris, Piscine Molitor, Hôtel de Castiglione), aux USA et aux Bahamas.